# Ron Jeffries
Ron Jeffries (nacido el 26 de diciembre de 1939) es uno de los tres fundadores de la metodología de desarrollo del software, Programación Extrema (XP) alrededor de 1996, junto con Kent Beck y Ward Cunningham. Él es, desde 1996, un coach XP en el proyecto del Sistema de Compensación Integral de Chrysler, que fue donde se inventó XP.
Es un autor  de Extreme Programming Installed, el segundo libro publicado sobre XP.  También ha escrito Extreme Programming Adventures in C#. Es uno de los 17 signatarios originales del Manifiesto Ágil.
Una Cita

Mis equipos y yo hemos implementado productos de software que generaron más de 500 millones de dólares en ingresos, incluyendo software comercial en ensamblador, FORTRAN, Pascal, C, C ++ y Smalltalk. (Me pregunto por qué no obtuve nada del dinero.) También he realizado un desarrollo no comercial sustancial en LISP, Forth y probablemente en media docena de otros idiomas. Implementé sistemas operativos comerciales, compiladores, sistemas de bases de datos relacionales y teóricos de conjuntos, y una amplia gama de aplicaciones. Tengo títulos en Matemáticas y en Ciencias de la Computación y la Comunicación. Toda esta experiencia tiene un precio: absolutamente nunca me cargan cuando pido un vaso de cerveza. Tuve la suerte de involucrarme con la Programación Extrema al principio, y desde entonces no he hecho nada más que ayudar a la gente. Mirando hacia atrás todos mis proyectos exitosos (y no tan exitosos), aplicaría técnicas de XP a todos ellos si los volviera a hacer.

## Libros
- Ron E. Jeffries; Ann Anderson; Chet Hendrickson (October 2000). Extreme Programming Installed. Addison-Wesley. ISBN 978-0-201-70842-4.
- Ron Jeffries (February 2004). Extreme Programming Adventures in C#. Microsoft Press. ISBN 978-0-7356-1949-4.
- Ron Jeffries (February 2015). The Nature of Software Development: Keep It Simple, Make It Valuable, Build It Piece by Piece. Pragmatic Bookshelf publishing. ISBN 978-1-94122-237-9.

## Artículos
- Ken Auer; Ron Jeffries; Jeff Canna; Glen B. Alleman; Lisa Crispin; Janet Gregory (2002). Are Testers eXtinct? How Can Testers Contribute to XP Teams?. Springer-Verlag. doi:10.1007/3-540-45672-4_50.